# Йоан Златоуст
Св. Йоан Златоуст (349 – 407, на гръцки: Ιωάννης ο Χρυσόστομος; на латински: Ioannes Chrysostomos) е една от най-значимите личности в историята на Православната църква. Забележителен проповедник и богослов, един от тримата светители-вселенски учители, наравно с св. Василий Велики Кесарийски и св. Григорий Богослов, чествани заедно с него на Деня на св. Три Светители на 30 януари. Самостоятелно паметта му се чества на 13 ноември, а пренасянето мощите му - на 27 януари.

## Биография
Роден е в Антиохия Сирийска в гръко-сирийско знатно семейство. Майка му е християнка на име Антуса, а баща му е военачалник-езичник, който умира скоро след раждането му. Йоан учи при езическите учени-философи Либаний и Андрагафий в родния си град, а по-късно в Атина - красноречие и философия. След като завършва образованието си, Йоан става адвокат и постъпва на гражданска служба като защитник в съдебни дела.
Покръстен е когато е на 26 години и става аскет. През 381 г. е в сан дякон, в 386 г. в сан презвитер. Оттогава славата му расте и е наречен „Златоуст“ заради неговото красноречие. През 398 г. презвитер Йоан е хиротонисан за архиепископ на Константинопол. До края на живота си многократно е жертва на църковни интриги и преследване, но не прекратява своята мисионерска и проповедническа дейност, като привърженик на никейското християнство. На т.нар. Събор под дъба през 403 г., свикан от неговия враг, александрийския патриарх Теофил, е лишен от сан, но паството му го връща на патриаршеския престол. Като патриарх на Константинопол, 3 пъти е изпращан на заточение поради намесата на светската власт в делата на църквата.  Императрицата Евдоксия го заточава на Кавказ, в арменския гр. Кукуз, след това (406 г.) в далечния Питиунт (дн. Пицунда) на кавказкия бряг на Черно море.
Почива в заточение на 14 септември 407 г. в гр. Комана Понтика по време на св. Литургия, след причастие със Св. Тайни. Канонизиран е за светец през 438 г.

## Творчество
Йоан Златоуст е оставил най-голямото по обем богословско творчество в Източната църква, съизмеримо с това на Августин Блажени на Запад. Литературното му наследство – трактати, писма (около 240) и проповеди – е колосално.
Едно от най-значителните му творения са тълкуванията му върху посланията на св. ап. Павел (34 проповеди). Около 386 г. пише поредицата проповеди „Срещу евреите“, която поставя началото на антиюдаистичната (противоречаща на юдаизма) традиция в християнската църква. Най-известното произведения на Йоан Златоуст е „Св. Божествена Литургия на св. Иоан Златоуст“, която се извършва през цялата година, освен в дните, през които е предвидено да се извършва св. Василиева и св. Преждеосвещена литургия. Съхранили са се и повече от 1900 ръкописи с негови съчинения. Те се компилират и цитират от негово време от огромен брой по-късни автори. Преведен е на почти всички езици. Най-пълното издание на съчиненията му излиза от печат в Париж през 1718 – 1738 г. в 13 тома.

## Мощи
Мощите на Йоан Златоуст се пазят в седалището на Вселенската патриаршия в Истанбул, Турция – църквата „Свети Георги“.

## Храмове в България
В България има няколко храма, посветени на свети Йоан Златоуст. Сред тях е параклисът в двора на Българското национално радио в София, осветен през 2008 година от Знеполски епископ Йоан, викарий на Софийския митрополит и Български патриарх Максим.
На свети Йоан Златоуст е посветен параклис в Панагюрище, който е построен през 20-те години на XX век и действа като храм-паметник, тъй като в него са изписани имета на на загиналите за национално обединение през войните от1912-1913. Храмът е част от Пловдивска епархия.
Черквата в благоевградското село Дебочица също е посветена на свети Йоан Златоуст.  Тя е построена през 1922 година и е част от Неврокопска епархия.
В село Опицвет, Костинброд, също има посветен параклис на свети Йоан Златоуст. Храмът е част от Софийска епархия на Българската православна църква.